# Heterotheca shevockii
Heterotheca shevockii là một loài thực vật có hoa trong họ Cúc. Loài này được (Semple) Semple mô tả khoa học đầu tiên năm 1996.